# Oberweiler (Ostrach)
Oberweiler ist ein Teilort Laubbachs, eine von acht Ortschaften der baden-württembergischen Gemeinde Ostrach im Landkreis Sigmaringen.

## Geographie
Der Teilort Oberweiler liegt drei Kilometer südöstlich der Ortsmitte Ostrachs, zwischen Unterweiler im Westen, der Bahnstrecke Altshausen–Schwackenreute und dem Wagenhart im Norden, Hoßkirch im Osten und Königseggwald im Süden.

## Geschichte
1183 wird hier erstmals eine Wohnstätte namens Obirnwilare urkundlich erwähnt; sie war damals in Besitz des Klosters Salem, später im Besitz des Klosters Weingarten. 1527 erwarben die Grafen von Königsegg den Ort, 1806 kam er zum Königreich Württemberg.
Im Jahr 1829 schließen sich Oberweiler, Laubbach und Unterweiler zu einer selbständigen Gemeinde zusammen. Oberweiler hatte damals 44 Einwohner.
Im Zuge der Gebietsreform in Baden-Württemberg wurde die Gemeinde Laubbach mit den Orten Ober- und Unterweiler am 1. Oktober 1974 nach Ostrach eingemeindet.

## Verkehr
Bürgerbus

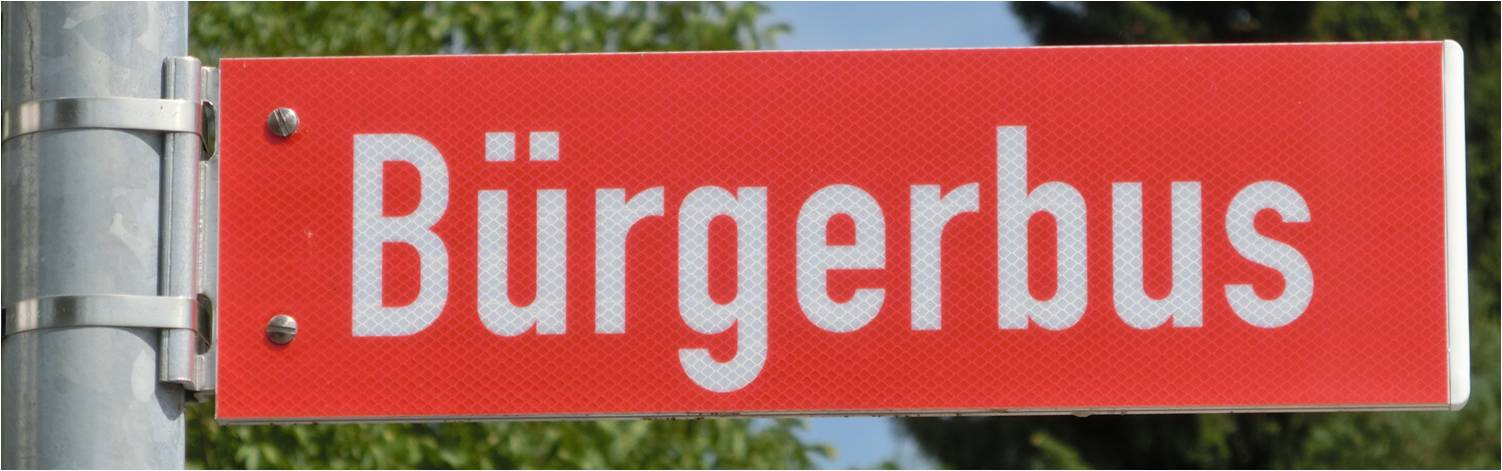
Haltestelle „Bürgerbus“

Der Ostracher Bürgerbus ergänzt den öffentlichen Nahverkehr und verbessert unter anderem die Mobilität von Menschen mit Behinderungen. An zwei Tagen in der Woche fährt der Bus nach einem festen Plan zwischen der Ostracher Ortsmitte und Oberweiler, Unterweiler sowie Laubbach.

Der Bürgerbus wird von der Gemeinde Ostrach finanziert und vom Bürgerbus-Verein sowie ehrenamtlichen Fahrern und Helfern betrieben.